# Burg Müddersheim

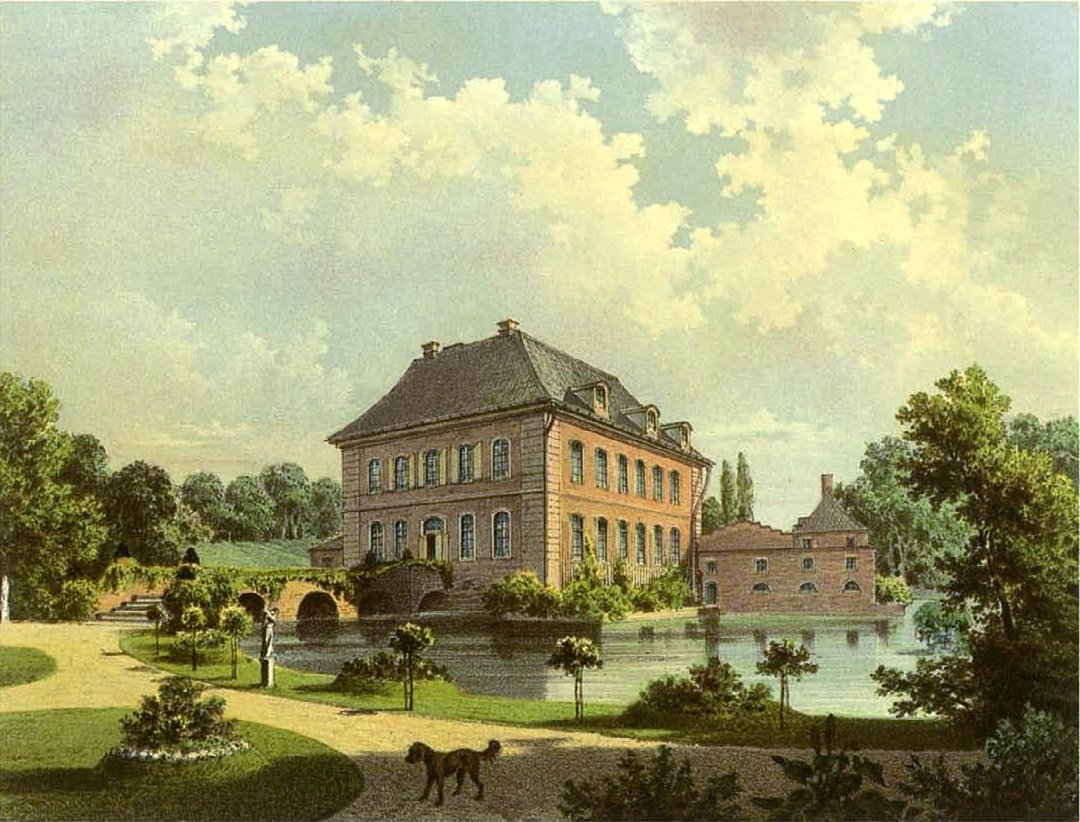
Burg Müddersheim um 1860, Sammlung Alexander Duncker

Die Burg Müddersheim steht am Ortsrand von Müddersheim, einem Ortsteil von Vettweiß direkt am Neffelbach im Kreis Düren, Nordrhein-Westfalen.

## Geschichte
Am Anfang der überlieferten Geschichte der Burg steht die polnische Königin Richeza, eine Enkelin des deutschen Kaisers Otto II. Der Kölner Erzbischof Anno bezeugt 1057 in einer Urkunde unter anderem, dass er Richeza, die nach dem Tod ihres Ehemannes König Mieszko II. 1034 wegen der Bedrohung durch deutsch- und christenfeindliche Kreise das Königreich Polen verlassen musste, die Nutznießung von Burg Müddersheim überlassen habe. Nach Richezas Tod gab Anno Burg Müddersheim dem Stift St. Kunibert in Köln.
Die Herrschaft Müddersheim hat im Lauf der Geschichte nie zum benachbarten Herzogtum Jülich gehört, sondern war eine kurkölnische Unterherrschaft. Die ersten bekannten Lehensträger der Burg Müddersheim waren die gleichnamigen Ritter von Müddersheim. 1130 werden die ersten Mitglieder dieser Familie urkundlich erwähnt. In der Mitte des 14. Jahrhunderts werden die Herren von Schleiden als Lehensträger von Müddersheim erwähnt. 1351 verkaufte Johann von Schleiden die Burg mit fünf Hufen Ackerland, sechs Morgen Weingarten, zwölf Morgen Benden, 70 Morgen Wald, der Mühle und allen mit der Burg verbundenen Rechten an Goedert von Aldenrode.
1426 gingen Burg und Herrschaft durch Heirat an die von Kinzweiler über. Im 15. und 16. Jahrhundert waren zeitweilig andere Familien am Besitz beteiligt. Wilhelm von Kinzweiler ließ 1653 seinen Enkel Adolf von Hocherbach mit Müddersheim belehnen. Als dieser kinderlos starb, fiel das Erbe 1670 an seine Schwester Anna Katharina, die mit Johann Heinrich von Hanxler verheiratet war.
Bereits 1701 wurde Müddersheim an Rudolf Adolf von Geyr in Köln verpfändet. 1707 kaufte dieser Burg und Herrschaft. Auch heute noch ist Burg Müddersheim im Besitz der Freiherren von Geyr zu Schweppenburg.

## Burganlage
Rudolf Adolf von Geyr erbaute in der Zeit von 1718 bis 1720 die jetzige Wasserburg, die mit ausgedehnten Garten- und Parkanlagen umgeben wurde. Die in Backstein aufgeführte Anlage besteht aus dem zweigeschossigen, querrechteckigen Herrenhaus mit Walmdach und der dreiflügeligen Vorburg mit dem repräsentativen Torbau an der Südostseite. Das Herrenhaus wurde auf fast quadratischem Grundriss errichtet. Seine Hofseite zeichnet sich durch einen einachsigen giebelbekrönten Mittelrisalit und eine Freitreppe aus.
Die ursprüngliche Parkanlage aus dem 18. Jahrhundert wurde im 19. Jahrhundert zum größten Teil umgestaltet.

## Kapelle
Siehe Antoniuskapelle (Müddersheim)